# استان استانبول
استان استانبول یکی از استان‌های ترکیه است که مرکز آن هم شهری است به همین نام. 
شهر استانبول بزرگ‌ترین شهر کشور ترکیه است و جمعیت آن بیش از جمعیت استان آنکارا (پایتخت کشور ترکیه) است.